# Smoothrock Lake
Smoothrock Lake är en sjö i Kanada.   Den ligger i Thunder Bay District och provinsen Ontario, i den sydöstra delen av landet, 1 200 km nordväst om huvudstaden Ottawa. Smoothrock Lake ligger 347 meter över havet. Arean är 86 kvadratkilometer. Den sträcker sig 18,6 kilometer i nord-sydlig riktning, och 23,7 kilometer i öst-västlig riktning.
I omgivningarna runt Smoothrock Lake växer i huvudsak barrskog. Trakten runt Smoothrock Lake är nära nog obefolkad, med mindre än två invånare per kvadratkilometer.